# Pattinaggio di velocità in linea ai Giochi mondiali 2022 - 10000 metri a eliminazione femminile
La gara dei 10,000 metri a eliminazione femminile di pattinaggio di velocità in linea ai Giochi mondiali 2022 si è svolta il 9 luglio 2025 a Birmingham.

## Risultati
| Rank | Atleta                                 | Note |
| ---- | -------------------------------------- | ---- |
| 1    | Johana Viveros Mondragon               |      |
| 2    | Alejandra Andrea Traslavina Lopez      |      |
| 3    | Gabriela Vargas Sarmiento              |      |
| 4    | Valentina Alejandra Letelier Cartagena |      |
| 5    | Marine Claire Renee Lefeuvre           | EL   |
| 6    | Angy Anabela Quintero Valera           | EL   |
| 7    | Dominika Gardi                         | EL   |
| 8    | Luisa Sophie Woolaway                  | EL   |
| 9    | Aarathy Kasturi Raj                    | EL   |
| 10   | Larissa Ursula Gaiser                  | EL   |
| 11   | Angelica Marisol Diaz Garcia           | EL   |
| 12   | Kelsey Renee Rodgers                   | EL   |
| 13   | Rocio Berber Alt                       | EL   |
| 14   | Vanessa Natalie Wong                   | EL   |
| 15   | Yung-Chi Yang                          | EL   |
| 16   | Yuliana Gabriela Abarca Godoy          | EL   |
| 17   | Sofia Serrano Scheibler                | DNS  |